# Ушкаїин
Ушкаїи́н (каз. Үшқайың) — село у складі Алакольського району Жетисуської області Казахстану. Входить до складу Єкпендинського сільського округу.
У радянські часи село мало назву Фурманово.
Населення — 270 осіб (2021; 313 у 2009, 420 у 1999, 556 у 1989).